# 實川延若 (3代目)
三代目 實川 延若（さんだいめ じつかわ えんじゃく、1921年〈大正10年〉1月13日 - 1991年〈平成3年〉5月14日）は、歌舞伎役者。本名は天星 昌三（あまぼし しょうぞう）。屋号は河内屋。定紋は重ね井筒、替紋は五つ雁金。舞踊の名取は藤間 勘太郎（ふじま かんたろう）。俳名は正鴈、昌鴈（しょうがん）。

## 略歴
- 1921年（大正10年） - 二代目實川延若の長男として大阪に生まれる。
- 1927年（昭和2年）正月 - 中座で初舞台。
- 1934年（昭和9年）3月 - 大阪歌舞伎座『寿生立曽我』で曽我十郎を演じ二代目實川延二郎を襲名。
- 第二次世界大戦後 - 関西歌舞伎の衰退により六代目中村歌右衛門の招きで活躍の場を東京に移す。
- 1955年（昭和30年） - 三島由紀夫作『芙蓉露大内実記』で芸術祭奨励賞。
- 1958年（昭和33年） - 『女殺油地獄』与兵衛で毎日演劇賞。
- 1961年（昭和36年） - ソビエト連邦訪問歌舞伎団に参加[1]。
- 1963年（昭和38年）3月 - 歌舞伎座で三代目實川延若を襲名。『冥土の飛脚・封印切』で亀屋忠兵衛、『須磨の写絵』行平役を演じる。
- 1982年（昭和57年） - 日本芸術院賞[2]。
- 1985年（昭和60年） - 紫綬褒章受章。
- 1991年（平成3年） - 死去。

## 人物
顎のしゃくれた、鼻の高い古風なマスクで、立役から老役、敵役、老女形、舞踊と何でもこなし、上方と江戸歌舞伎にも通じる器用さを持ち合わせていた。豪放で艶福家の父と違い、線は細く声もかすれ気味であり私生活も謹厳実直であまり重い役を与えられることがなかったがそれでも文句ひとつ言わずにきちんと演じていた。温厚で宙乗りの際裏方がミスをしても叱ることなく「あかんやないか」と優しく注意するだけで平然としていた。
古典では『楼門五三桐』の五右衛門、『雁のたより』の五郎七、『伊賀越道中双六・沼津』の平作、『夏祭浪花鑑』の團七・義平次、『心中宵庚申』の半兵衛、『阿古屋琴責』の岩永、『仮名手本忠臣蔵・六段目』の勘平、『二人夕霧』の伊左衛門、『御所桜堀河夜討・弁慶上使』の弁慶。新作では『研辰の討たれ』の辰次、『柳影沢蛍火』の柳沢吉保。そのほか、『鏡山』の岩藤、『菅原伝授手習鑑　道明寺』の覚寿などの女形、老女形も得意とした。
舞踊では『落人』『団子売』『操り三番叟』などが当り役。また、上方に伝わるケレン芸も得意で『鯉つかみ』『乳房榎』『葛篭抜けの五右衛門』、『義経千本桜』の知盛・権太・狐忠信の三役などを演じていたが、これらの所作と技巧は後の「猿之助歌舞伎」によって受け継がれることになった。
実力がありながら、上方歌舞伎の凋落期にあり、さらには東京歌舞伎との不協和もあって相応の評価が得られないまま死去してしまった。晩年は病気がちで舞台に立つことも少なく、たまに出ても声がかすれたり台詞を忘れて絶句するなど不遇な状態であった。さらにはその死さえ、信楽高原鐵道列車衝突事故、安倍晋太郎・元外相の危篤、さらに横綱千代の富士の引退、といった大ニュースに重なり、翌日の朝刊の訃報は社会面の片隅に埋没する形となった（演劇評論家の水落潔も、著書『平成歌舞伎俳優論』（演劇出版社）でこの点に触れている）。実子がなく、弟子、また後代の役者に継ぐ者が現れなかったこと、また遺言で「延若の名を止め名とする」と公言していることもあり、死後現在に至るまで延若の名跡を継いだ者はいない。
實川延二郎時代、三島由紀夫原作・演出の『むすめごのみ帯取りの池』（1955年〈昭和30年〉11月3 - 27日 東京・歌舞伎座）初公演に、六代目中村歌右衛門、二代目市川猿之助、八代目市川八百蔵らとともに出演。国立劇場上階ロビーに展示されていた「左馬の介」は、彼がモデルである。

## 参考資料
- 實川延若 (3代目) - 歌舞伎俳優名鑑 想い出の名優篇（歌舞伎 on the web）
- 奈河彰輔 (2008年4月2日). “三世實川延若”. 歌舞伎美人. もっと楽しむ｜「懐古」を楽しむ｜上方歌舞伎・想い出の俳優.  松竹. 2022年3月17日閲覧。